# Juan Biselach
Juan Antonio Biselach (Cañete, Perú, 7 de agosto de 1940) es un exfutbolista y entrenador peruano que se desempeñó como delantero en Perú y España.

## Biografía
Centrocampista emblemático del Centro Iqueño en los años 60, Juan Biselach jugó allí durante casi toda su carrera, salvo un paréntesis entre 1965 y 1966 cuando se trasladó a España para jugar en el Cádiz CF. Aunque nunca fue internacional peruano, aun así disputó la cita futbolística de los Juegos Olímpicos de Roma 1960 con la selección olímpica peruana (sólo disputó un partido ante la selección de India, victoria 3-1).
En enero de 1969, un año después de su retiro como jugador debido a una lesión, se hizo cargo del Centro Iqueño como DT y lo salvó de caer a Segunda División al vencer al Mariscal Sucre por 1-0 en el play-off de descenso del campeonato de 1968 
Tuvo un pequeño regreso a la dirección técnica, cuando dirigió un par de fechas al Sport Boys Association en el año 1991.

## Clubes

### Como jugador
| Club          | País   | Año       |
| ------------- | ------ | --------- |
| Centro Iqueño | Perú   | 1959-1965 |
| Cádiz C. F.   | España | 1965-1967 |
| Centro Iqueño | Perú   | 1967      |